# Phalaenopsis javanica
Phalaenopsis javanica (возможное русское название: Фаленопсис яванский) — эпифитное трявянистое растение семейства Орхидные.
Вид не имеет устоявшегося русского названия. В русскоязычных источниках используется научное название Phalaenopsis javanica.

## Синонимы
По данным Королевских ботанических садов в Кью:
- Phalaenopsis javanica f. alba O.Gruss & Roellke ex Christenson 2001
- Phalaenopsis latisepala Rolfe 1920
- Polychilos javanica (J.J.Sm.) Shim 1982

## Биологическое описание
Моноподиальный эпифит средних размеров. 
 Стебель укороченный, скрыт основаниями 3-5 листьев.
Корни хорошо развиты, длинные и извилистые.
Листья ярко зеленые, блестящие, более или менее продолговатые, слегка волнистые и немного тоньше, чем других представителей рода. Общее количество листьев 2-8 листьев, 20-28 см х 8-13 см.

Цветонос обычно не ветвится, длиной до 25 см, несет до 10 цветков. Цветки раскрываются последовательно.

Цветки плотной текстуры, диаметром до 5 см, у некоторых экземпляров присутствует легкий фиалковый аромат. Фоновая окраска варьирует от белого до желтовато-зеленоватого или жёлтого, продольные полосы состоят из множества красно-коричневых точек.

Цветущие экземпляры можно встретить круглый год, но присутствуют два пика цветения — в апреле и в сентябре. Цветение продолжается около 4 недель, цветок держится около 2 недель. Цветки ориентированы вниз, полностью не раскрываются.

## Ареал, экологические особенности
Эндемик острова Ява. 
 Растет в тропических предгорных лесах и на кофейных плантациях на высотах от 0 до 1000 метров над уровнем моря на ветвях и стволах деревьев.
Сезонные изменения температуры воздуха в местах естественного произрастания незначительны. Днем 29-31°С, ночью 23-24°С. Относительная влажность воздуха весь год около 80 %. Сухой сезон с декабря по апрель, в это время среднемесячное количество осадков от 5 до 120 мм. С мая по ноябрь от 200 до 600 мм.
Вид находится под угрозой исчезновения в результате хищнического сбора растений местным населением для продажи коллекционерам. Ещё одной серьёзной угрозой является утрата мест обитания в результате уничтожения лесов. Относится к числу охраняемых видов (второе приложение CITES).

## История описания
В культуре, впервые зацвел в 1914 году, 16 апреля в Ирландии, а 26 — во Франции в Мур де Бретани. В 1918 г. было принято описание фаленопсиса, сделанное Дж. Смитом. Позже оба растения исчезли из поля зрения учёных. 
 Phalaenopsis javanica был заново открыт лишь в 1975 году. В 1980 г. Свит, и в 1990 г. Комбер опубликовали по маленькому докладу об этом растении. По информации Свита, Phalaenopsis javanica был открыт сэром Ф. М. Муром в 1914 г. и находился в коллекции Королевского ботанического сада в Ирландии. 
 В 1975 г. группа биологов из Богорского ботанического сада находясь в экспедиции в горной лесистой местности округа Чианджур обнаружила довольно большую популяцию Phalaenopsis javanica. К несчастью, все собранные в этой экспедиции растения вскоре погибли. И в 1992 г. в тот же район снарядили ещё одну экспедицию. Ботаники обнаружили лишь местных жителей, торгующих собранными растениями. Сейчас в Богорском ботаническом саду растет всего 10 экземпляров природных Phalaenopsis javanica, это потомки растений купленных у местного населения.

## В культуре
Температурная группа — теплая. Для нормального цветения обязателен перепад температур день/ночь в 5-8°С.
Требования к свету: 1000—1200 FC, 10760—12912 lx.
Старый цветонос не удаляют пока он не засох самостоятельно. Поскольку в следующие годы он может давать бутоны повторно.
Общая информация о агротехнике в статье Фаленопсис.
Вид активно используется в гибридизации.

## Первичныегибриды(грексы)
- Adri Witanta Husada — javanica х cornu-cervi (Atmo Kolopaking) 1986
- Adyah Prapto — lueddemanniana х javanica (Atmo Kolopaking) 1981
- Agus Ligo — fimbriata х javanica (Atmo Kolopaking) 1979
- Anwar Mahayudin — viridis х javanica (Atmo Kolopaking) 1983
- Christina Weltz — gigantea х javanica (S Robert Weltz Jr) 1995
- Christine Magro — equestris х javanica (Luc Vincent) 1994
- Corinne Dream — fuscata х javanica (Luc Vincent) 2000
- x flava — javanica х amabilis (Природный гибрид (Ayub S Parnata)) 1982
- Java Bast — javanica х bastianii (Hou Tse Liu) 2006
- Java Flores — floresensis х javanica (Hou Tse Liu) 2003
- Java Gem — javanica х stuartiana (Stones River Orchids) 1981
- Java Love — javanica х lobbii (Hou Tse Liu) 2006
- Java Paris — javanica х parishii (Hou Tse Liu) 1995
- Java Sunshine — venosa х javanica (Hou Tse Liu) 1996
- Javalin — lindenii х javanica (Zuma Canyon Orchids Inc. (Stones River Orchids)) 1983
- Jazz Man — mannii х javanica (Jones & Scully) 1982
- Kathy Dream — wilsonii х javanica (Luc Vincent) 1997
- Kenanga — javanica х amboinensis (Ayub S Parnata) 1981
- Little Fox — mariae х javanica (Elwood J Carlson) 1985
- Lung Ching’s Baby — javanica х violacea (Brothers Orchid Nursery) 1981
- Mickey’s Java — micholitzii х javanica (Sky Island Orchids) 1993
- Mini Paskal — pantherina х javanica (Ayub S Parnata) 1982
- Morges la Coquette — schilleriana х javanica (Luc Vincent) 2002
- Paskal Indukbaru — javanica х inscriptiosinensis (Ayub S Parnata) 1985
- Prince Star — celebensis х javanica (Hou Tse Liu) 1992
- Siu-Fang Lin — javanica х sumatrana (Atmo Kolopaking) 1981
- Sulastini — corningiana х javanica (Atmo Kolopaking) 1983